# Münzkabinett (Berlin)
Das Münzkabinett der Staatlichen Museen zu Berlin ist die umfangreichste Sammlung ihrer Art in Deutschland und gehört neben den Sammlungen in London, Paris, Wien und St. Petersburg zu den größten Münzkabinetten weltweit. Ihr Standort ist das Bode-Museum im Berliner Ortsteil Mitte des gleichnamigen Bezirks.

## Geschichte
Der Grundstock der Sammlung wurde in der Kunstkammer der Kurfürsten von Brandenburg gelegt, deren frühe Sammeltätigkeit bis in die Jahre zwischen 1535 und 1571 zurückreicht. Das älteste erhaltene Inventarverzeichnis der Münzsammlung stammt aus dem Jahr 1649 und umfasste rund 5000 überwiegend antike Münzen. Frühe wissenschaftliche Bearbeitungen des Bestandes erfolgten zwischen 1685 und 1705 durch Lorenz Beger und zwischen 1804 und 1810 durch Domenico Sestini. In den Kriegen 1745, 1757 und 1806 musste die Sammlung mehrmals verlagert werden, wobei es jedes Mal zu Verlusten kam.
Im 18. Jahrhundert wuchs der Wunsch, die Sammlung öffentlich zu machen, was in den Jahren zwischen 1735 und 1815 zu einem mehrfachen Trägerwechsel zwischen Königlicher Bibliothek, dem Münz-, Kunst- und Antiquitäten-Kabinett, der Akademie der Wissenschaften und der Berliner Universität führte. 1830 wurde die Sammlung dem Königlichen Museum übergeben, wo sie im Alten Museum ausgestellt wurde. Dort wurden ab den 1840er Jahren die antiken Münzen neu sortiert und umfassend wissenschaftlich untersucht. Ab 1868 erhielt die Münzsammlung den Status eines eigenständigen Museums innerhalb der Königlichen Museen. Um die Sammlung systematisch ausbauen zu können, wurden ihr bis etwa 1918 umfangreiche finanzielle Mittel zur Verfügung gestellt, um mehrere zum Verkauf stehende Privatsammlungen aus ganz Europa zu erwerben. Dazu kamen Münzfunde auf preußischem Staatsgebiet sowie zahlreiche Stiftungen und Schenkungen.
Im Jahr 1904 wurde das Münzkabinett in das neuerbaute Kaiser-Friedrich-Museum überführt. Im Untergeschoss des Kupfergrabenflügels wurde ein annähernd 60 m langer Tresor errichtet, in dem die Sammlung historisch-chronologisch aufbewahrt werden konnte. Um diese angemessene Unterbringung musste Richard Schöne gegen den Willen Wilhelm von Bodes kämpfen, der 1904 das Museum auf der Museumsinsel gegründet hatte und ihm 1905 als Generaldirektor nachfolgte.
Während des Zweiten Weltkriegs wurde die Sammlung größtenteils im Keller des Pergamonmuseums eingelagert. Während der russischen Besatzung wurden sowohl die numismatische Sammlung als auch die Bibliothek von der Roten Armee beschlagnahmt und in die Sowjetunion überführt. Eine neue Sammlung wurde angelegt und bereits 1954 (bis 1968) in dem Bode-Museum ausgestellt. 1958 kehrte die Sammlung ohne nennenswerte Verluste, allerdings in großer Unordnung und ohne die dazugehörige Bibliothek, nach Berlin zurück. Ab Januar 1959 waren die Aufbauarbeiten so weit gediehen, dass die Münzen den Interessenten ab Januar wieder in einem Studiensaal vorgelegt werden konnten. Während das Münzkabinett bis zur Ära Dressel-Menadier seine Sammlung hauptsächlich als europäisch verstand, wurden in der Nachkriegszeit die technischen Aspekte der Münzprägung einbezogen und der universale Gedanke stärker betont.
Erst nach den 2006 abgeschlossenen Sanierungsarbeiten erhielt die Sammlung vier Schauräume zugeteilt, in denen sie ca. 5000 Münzen und Medaillen dauerhaft präsentiert. Die bis Anfang 2010 im Pergamonmuseum gezeigte Ausstellung der antiken Münzen ist jetzt im Alten Museum (Blaues Gewölbe) zu sehen.
Im Gegensatz zu den meisten anderen Sammlungen der Staatlichen Museen zu Berlin war das Münzkabinett nach dem Zweiten Weltkrieg nicht getrennt.

## Sammlung
Das Münzkabinett beherbergt heute einen Bestand von mehr als 500.000 originalen Objekten in meist vorzüglicher Qualität. Dazu kommt eine Sammlung von mehr als 300.000 Gipsabgüssen fremder Objekte und Geldscheindubletten.

### Antike Münzen
Die Sammlung antiker Münzen gehört zu den umfangreichsten Kollektionen des Kabinetts. Sie umfasst rund 102.000 griechische und rund 50.000 römische Münzen. Innerhalb der Sammlung befinden sich bedeutende Stücke von Weltrang, wie beispielsweise das Demareteion auf den Sieg König Gelons von Syrakus über die Karthager oder das einzigartige Dekadrachmon von Athen.

### Mittelalterliche und nachmittelalterliche Münzen
Die europäische Mittelaltersammlung, einschließlich der byzantinischen Prägungen, des Münzkabinetts bis etwa 1500 umfasst etwa 66.000 Münzen. Die nachmittelalterliche Sammlung mit weltweiten Prägungen bis in die Neuzeit umfasst etwa 103.000 Münzen. Dazu kommen noch rund 30.000 orientalische und asiatische Prägungen.

### Medaillen
Die Medaillensammlung, in deren Zentrum die Bildnismedaillen der Renaissance stehen, umfasst rund 32.000 Medaillen und Medaillenmodelle.

### Sonstige Bestände
Darüber hinaus besitzt die Sammlung noch 12.000 Münzen aus diversen nicht getrennten Schatzfunden, 95.000 Geldscheine (inklusive Papiernotgeld) und Wertpapiere, 19.000 Metallnotgeld, Marken, Jetons und Token, 7.000 Münzfälschungen, 3.300 Siegel und Petschafte, 1.000 vormünzliche Geldformen, 1.000 Münzgewichte und Barren sowie rund 20.000 Münzwerkzeuge (Abschläge, Modelle, Stempel usw.).

### Interaktiver Katalog
Seit 2007 ist im Internet der Interaktive Katalog des Münzkabinetts frei zugänglich, in dem die Sammlungsbestände nach und nach in standardisierter Weise in Bild und Text erfasst und online erschlossen werden, seit 2017 dank Responsive Webdesign auf unterschiedlichen Endgeräten nutzbar und bisher (Herbst 2023) über 55.000 Münzen und Medaillen umfassend.
Hiermit beteiligt sich das Münzkabinett an dem am 1. April 2017 mit BMBF-Förderung angelaufenen, deutschlandweiten Forschungs- und Digitalisierungsprojekt Netzwerk universitärer Münzsammlungen in Deutschland (NUMiD), in dem über 30 akademische Münzsammlungen deutscher Universitäten zusammenarbeiten (Stand: Anfang 2019). Durch Einsatz der in Berlin entwickelten Software und Normdaten werden sie befähigt, ihre Bestände im Verbund auf einheitlich hohem Niveau zu präsentieren.

### Diebstahl 2017
Am 27. März 2017 wurde frühmorgens gegen 3:30 Uhr ein 100 kg schwerer kanadischer Big Maple Leaf aus hochreinem (999,99⁄1000) Gold gestohlen. Die Münze von 53 cm Durchmesser mit dem Porträt der britischen Königin und etwa vier Millionen US-Dollar Materialwert (Stand: Herbst 2016) war seit 2010 als Dauerleihgabe im Münzkabinett zu sehen. Sie war hochkant geklemmt, hinter Panzerglas aufgestellt in einer Vitrine präsentiert worden. Sie war zum Zeitpunkt ihrer Herstellung durch die Royal Canadian Mint im Jahr 2007 nach Guinness die größte Goldmünze der Welt. Im Jahr 2011 erschien die Australian Kangaroo One Tonne Gold Coin aus 1000 kg 99,99 % Gold.
Siehe: Bode-Museum – Big-Maple-Leaf-Diebstahl

## Mitarbeiter
Siehe Kategorie:Wissenschaftlicher Mitarbeiter des Münzkabinetts (Berlin)
Direktoren
- 1868–1884: Julius Friedländer
- 1884–1897: Alfred von Sallet
- 1898–1919: Heinrich Dressel
- 1898–1921: Julius Menadier
- 1921–1935: Kurt Regling
- 1935–1973: Arthur Suhle, 1935–1945 kommissarisch
- 1973–1988: Heinz Fengler
- 1988–1991: Wolfgang Steguweit
- 1992–2014: Bernd Kluge
- seit 2015:00Bernhard Weisser, kommissarisch seit 2014

Stellvertretende Direktoren und Direktorinnen
- 1964–1988: Lore Börner
- 1988–1992: Bernd Kluge
- 1992–2009: Wolfgang Steguweit
- 2009–2014: Bernhard Weisser
- seit 2018:00Karsten Dahmen

Derzeitige Mitarbeiter (2024)
- Antike: Bernhard Weisser
- Spätantike und Byzanz: Karsten Dahmen
- Mittelalter und frühe Neuzeit: Christian Stoess
- Neuzeit: Johannes Eberhardt (deutschsprachige), Karsten Dahmen (übrige)
- Medaillen: Johannes Eberhardt (deutschsprachige), Karsten Dahmen (übrige)
- Papiergeld: Johannes Eberhardt